# Charles Barber
Charles Edward Barber (ur. 16 listopada 1840 –  zm. 18 lutego 1917) – główny grawer (Chief Engraver) amerykańskiej mennicy w latach 1879–1917. Nazwisko Barbera zostało uwiecznione w postaci eponimów zawartych w nazwach wielu amerykańskich monet: Barber Half Dollar, Barber Dime, Barber Quarter Dollar.